# Estnisk litteratur
Den estniska litteraturen (på estniska eesti kirjandus) är den litteratur som skrivits med det estniska språket.

## Späda begynnelser
På estniska utgavs redan under 1520-talet flera av Martin Luthers texter men stora delar av utgåvorna togs i beslag och eldades upp under förevändningen att de var hädiska. Med den svenska dominansen under 1600-talet inleddes arbetet med en estnisk bibelöversättning. Det var en uppgift som drog ut på tiden och första upplagan utkom 1739. Kristjan Jaak Peterson(en) (1801–1822) nämns ofta som den estniska skaldekonstens fader. Merparten av dennes produktion utgjordes av idylliska dikter skrivna efter nyklassicistiskt mönster. Rigafödde Peterson var en av sin tids yppersta språkbegåvningar; som tjugoåring talade han och skrev förutom de grekiska, latin, hebreiska och italienska också alla nordeuropeiska språk förutom holländska, samiska, norska och danska. För detta beundrades han av sin samtid, som dock inte alls kände till hans lyriska begåvning. Faktiskt skulle det dröja till hundraårsminnet av hans död, till 1922, innan Petersons dikter kunde utges.

## Nationellt uppvaknande i litteraturen

### Kalevipoeg
När estniskan etablerade sig som litteraturspråk under 1800-talet skedde det som en del av den romantiska kulturrörelsen. Det intellektuella livet i norra Baltikum fick ett uppsving när universitetet i Tartu öppnade på nytt 1802. Denna akademi hade grundats 1632 när Estland stod under svenskt styre. Lärosätet i Tartu dominerades vid 1800-talets början av tyska lärda och tyskt språk. En estnisk framstöt skedde när Estniska lärda sällskapet (Õpetatud Eesti Selts) grundades 1838. Föreningen var angelägen att sprida kunskap om estnisk historia och litteratur, men i praktiken stod man på bar backe eftersom utomordentligt lite fanns nedtecknat. Man tvingades ut i fält för att uppteckna. Primärt drömde man om att upptäcka en mäktig nationell hjältedikt. 1839 föreslog gruppens ledare Friedrich Robert Faehlmann (1798–1850) att en sådan skulle byggas runt de estniska Kalevipoeg-legenderna.
I Kalevipoeg utför huvudpersonen mirakulösa bragder. Han är på samma gång kung, en hårt arbetande bonde och krigsman som försvarar sitt land mot invaderande folk vilka tvingas böta med livet på grund av sin erövringslystnad. Den totala avsaknaden ab romantisk kärlek är ett utmärkande drag i Kalevipoeg. De positiva relationerna mellan berättelsens människor kännetecknas stället av stoisk aktning och hänsynstagande.
Friedrich Reinhold Kreutzwald (1803–1882) var den som till slut sammanställde och utgav Kalevipoeg. Publiceringen skedde med vissa förhinder; det blivande estniska nationaleposet lyckades inte passera den tsaristiska censuren vid första försöket 1853 eftersom texten ansågs politiskt känslig. 1857 kunde emellertid Kalevipoeg utkomma som vetenskaplig publikation med en som censuren hoppades begränsad läsekrets. Kreutzwalds målsättning var dock att ge samtliga ester tillgång till sitt litterära arv, men han saknade kapital för en större upplaga. Saken fick en lycklig lösning 1859 sedan vetenskapsakademin i S:t Petersburg belönat Kreutzwald med en större penningsumma. Tre år senare kunde en folkupplaga av Kalevipoeg tryckas i Kuopio. Censuren var mildare i Finland än på andra sidan Finska viken. Det skulle emellertid dröja ett tiotal år innan eposet blev den folkläsning som Kreutzwald och de estniska lärda i Tartu hade hoppats på.